# همشهری اقتصاد
همشهری اقتصاد یکی از مجلات گروه مجلات همشهری است که در تلاش است مهمترین مباحث روز را در قالب گفتگو، گزارش و مقاله کارشناسی بررسی کند. این نشریه در اردیبهشت ماه سال ۱۳۹۰ با سردبیری سید امیرحسین مهدوی و معاونت بهراد مهرجو روی دکه رفت. فعالیت این دو هفته نامه پس از انتشار چهار شماره با دستور مشاوران رسانه‌ای شهردار تهران متوقف شد و دور جدید فعالیت این نشریه با سردبیری سید جواد سیدپور از مهرماه سال ۱۳۹۰ انتشار یافت.